# Gliese 179 b
Gliese 179 b (ook wel HIP 22627 b) is een exoplaneet die om de ster Gliese 179 draait, ongeveer 40 lichtjaar van ons vandaan in het sterrenbeeld Orion. De planeet heeft een massa iets kleinere massa dan Jupiter. Hij draait om Gliese 179 op een gemiddelde afstand van 2,41 AU.